# صاعد بن محمد
ابوالعلاء صاعد بن محمد شناخته شده به قاضی صاعد، دانشمند و محدث مسلمان، پیشوای حنفیان نیشابور، قاضی نیشابور و قاضی‌القضات خراسان و ربع نیشابور در دورهٔ غزنویان (عصر خلافت عباسیان)، مؤسس مدرسه صاعدیه در نیشابور در قرن چهارم هجری بود.

## نام و نسب
| نام  | کنیه      | نام پدر | لقب          | شهرت      | نام و نسب                                  |
| ---- | --------- | ------- | ------------ | --------- | ------------------------------------------ |
| صاعد | ابوالعلاء | محمد    | عماد الاسلام | قاضی صاعد | ابوالعلاء صاعد بن محمد بن احمد بن عبیدالله |

## آثار و نوشته‌ها
- «الاعتقاد»
- «مختصر صاعدی»